# 2015 في بولندا
فيما يلي قوائم الأحداث التي وقعت خلال عام 2015 في بولندا.

## سياسة

### تعيين في المنصب
- 6 أغسطس – أندجي دودا رئيس بولندا..
- 16 نوفمبر – بياتا سيدلو رئيس مجلس وزراء بولندا.

### انتهاء فترة المنصب
- 6 أغسطس – برونيسواف كوموروفسكي رئيس بولندا..

## رياضة
- 8 أغسطس – طواف بولندا 2015 الفائزون ماسيج باتيرسكي، دي كليرك بارت، بن هيرمانز، جون ازقيراي، لوتو سودال 2015 [الإنجليزية]‏، مارسيل كيتل، Kamil Gradek [الإنجليزية]‏.
- 8 أغسطس – طواف بولندا 2015 الفائزون ماسيج باتيرسكي، دي كليرك بارت، بن هيرمانز، جون ازقيراي، لوتو سودال 2015 [الإنجليزية]‏، مارسيل كيتل، Kamil Gradek [الإنجليزية]‏.

## وفيات

### يناير
- 1 يناير – أولريش بيك (مواليد 1944)
- 16 يناير – ميريام أكافيا (مواليد 1927) كاتبة إسرائيلية.

### فبراير
- 1 فبراير – أودو لاتيك (مواليد 1935)

### أبريل
- 13 أبريل – غونتر غراس (مواليد 1927) أديب ألماني حائز على جائزة نوبل.

### نوفمبر
- 5 نوفمبر – تشاسواخ كيشتاك (مواليد 1925)
- 10 نوفمبر – كلاوس روث (مواليد 1925)
- 30 نوفمبر – ماركوس كلينغبرغ (مواليد 1918) طبيب إسرائيلي.

### ديسمبر
- 19 ديسمبر – كورت ماسور (مواليد 1927)
- 29 ديسمبر – إيليشبيتا كريشينسكا (مواليد 1934) منافِسة أوليمبية بولندية.